# Thérèse Kim Im-i
Pour les articles homonymes, voir Sainte Thérèse, Thérèse Kim et Kim.
Thérèse Kim Im-i (en coréen 남경문 베드로) est une laïque chrétienne coréenne, née en 1811 à Séoul en Corée, morte étranglée le 20 septembre 1846.
Reconnue martyre et béatifiée en 1925, elle est canonisée par le pape Jean-Paul II le 6 mai 1984 avec 102 autres martyrs de Corée. 
Elle est fêtée est le 9 janvier et le 20 septembre.

## Biographie
Thérèse Kim Im-i naît en 1811 à Séoul, au sein d'une famille catholique.
Dès son enfance, Thérèse Kim Im-i aime lire les vies de saints, et s'efforce d'imiter leurs vertus. Lorsqu'elle a 17 ans, elle décide de rester vierge. Elle ne pense qu'à aimer Dieu et à rendre service à ses voisins, en particulier aux affligés, aux personnes en deuil, et elle s'occupe aussi des mourants.
Son mode de vie surprend. Ses parents et ses amis se demandent pourquoi elle ne se marie pas. Pour éviter tout soupçon, elle entre au service de la princesse comme couturière, et y reste pendant trois ans. Plus tard, elle vit chez sa famille ou ses amis, en particulier chez la mère d'accueil de Jean Yi Mun-u.
Thérèse Kim Im-i est très heureuse de devenir gouvernante du père André Kim Taegon en 1845. Elle semble s'attendre à une nouvelle persécution. Il lui arrive de dire à sa sœur que si le père Kim est arrêté, elle le suivrait jusqu'à la mort. Elle dit à sa sœur qu'elle ne compte pas vivre longtemps dans ce monde. La veille de son arrestation, elle retourne chez sa sœur, qui lui demande de rester avec elle toute la nuit. Thérèse lui répond qu'elle doit aller au nouveau domicile de Charles Hyŏn pour discuter de questions importantes avec les dirigeants catholiques, et elle s'en va. 
Elle est arrêtée le lendemain 10 juillet 1846, en même temps que Suzanne U, Agathe Yi et Catherine Chŏng. Elles passent plus de deux mois en prison, donnant de bons exemples de patience, d'amour et d'humilité. Le témoignages indiquent que Thérèse Kim est la plus courageuse, et qu'elle encourage les autres à rester elles aussi fidèles à leur foi. Elle ne renient pas leur foi malgré de sévères interrogatoires avec tortures. 
Le 20 septembre 1846, Thérèse Kim Im-i est battue puis étranglée, en même temps que ses trois compagnes et trois autres catholiques. Elle avait 36 ans.

## Canonisation
Thérèse Kim Im-i est reconnue martyre par décret du Saint-Siège le 9 mai 1925 et ainsi proclamée vénérable. Elle est béatifiée (proclamée bienheureuse) le 6 juin suivant par le pape Pie XI.
Elle est canonisée (proclamée sainte) par le pape Jean-Paul II le 6 mai 1984 à Séoul avec 102 autres martyrs de Corée,. 
Sainte Thérèse Kim Im-i est fêtée le 20 septembre, date commune de célébration des martyrs de Corée.